# 甘露寺藤長
甘露寺 藤長（かんろじ ふじなが）は、鎌倉時代末期から南北朝時代にかけての公卿。藤原北家勧修寺流吉田家、権中納言・吉田隆長の三男。官位は正二位・権中納言。甘露寺家初代。

## 経歴
伯父・吉田定房の猶子となっていたが、建武3年/延元元年（1336年）に建武の新政が倒れ、定房が後醍醐天皇と共に吉野に奔ると、実父・隆長と共に京に残り、北朝方に出仕する。以後、蔵人頭、山城権守、造興福寺長官などを歴任し、貞和元年/興国6年（1345年）参議となる。正平3年/貞和4年（1348年）、権中納言。延文5年/正平15年（1360年）に正二位に至る。康安元年/正平16年（1361年）に流行の疫病に罹り薨去。享年43。
権中納言に昇進した際、同族で参議としては上臈であった吉田国俊が同時に権中納言に昇進したため、一族の勧修寺経顕や葉室長光らと協議して国俊に「吉田」の家名を譲って自らは「甘露寺」と称した。また、当時南朝に与した伯父定房やその子・宗房とは、勧修寺流の嫡流の地位を巡る対抗関係にあり、祖先の藤原為輔が建立した寺院・甘露寺を家号に定めることで、その意識を明確に示した。その子孫は甘露寺家となり、結果的に定房流を凌いで勧修寺流の嫡流となった。
建武期には雑訴決断所の構成員を務めており、その関係で北朝でも雑訴沙汰を処理する政務機関で職務に当たっている。

## 系譜
- 父：吉田隆長
- 母：不詳（? - 1348年）
- 妻：不詳
- 生母不明の子女
  - 男子：甘露寺良藤（?-?）
  - 男子：甘露寺兼長（1357年-1422年）
  - 女子：万里小路嗣房室